# 井上翔太 (俳優)
井上 翔太（いのうえ しょうた、1999年1月8日 - ）は、日本のファッションモデル、俳優である。京都府出身。ソニー・ミュージックアーティスツ所属。

## 略歴
2017年、ファッション雑誌『MEN'S NON-NO』のモデルオーディションでグランプリを獲得、現在の芸能事務所に入所。2017年より同誌の専属モデルとして活動中。

## 人物
- 趣味：服、映画、音楽 [2]
- 特技：野球[2]

## 出演

### テレビドラマ
- 私のおじさん〜WATAOJI〜（2019年1月11日 - 3月8日、テレビ朝日） - 将吾 役
- モトカレマニア（2019年10月17日 - 12月12日 、フジテレビ） -  近藤康 役
- アリバイ崩し承ります 第5話（2020年2月29日、テレビ朝日） - 古川桔平 役
- アオイウソ〜告白の放課後〜（2021年1月5日 - 3月30日、TOKYO MX） - 前田正臣 役
- バツイチがモテるなんて聞いてません（2023年2月24日 - 3月31日、毎日放送） -  井下 役[3]
- 転職の魔王様（2023年7月17日 - 9月25日、フジテレビ） - 清川北斗 役[4]

### バラエティ番組
- あざとくて何が悪いの?「もしもあざとい美女がお隣さんに引っ越してきたら」（2021年3月27日 - 、テレビ朝日） - ダイキ 役[5]

### 吹き替え
- アダムス・ファミリー（2020年9月25日、パルコ） - グレン 役[6]

### MV
- This is LAST　「おやすみ」

## 書籍

### 雑誌
- MEN'S NON-NO（2017年 - 、集英社）